# 藍成春
藍 成春（らん せいしゅん、Lan Chengchun、? - 1864年）は、太平天国の指導者の一人。祜王に封ぜられた。
広西省出身。早くから拝上帝会に加入し、金田蜂起に参加した。1857年、三河鎮を守備していたが清のドゥヒンガが廬州より侵攻すると、天京に救援を求めたが天京事変の影響で援軍は来ず、三河鎮は陥落した。藍成春は逃れて、英王陳玉成の部に属した。
1863年、扶王陳得才・遵王頼文光・啓王梁成富とともに漢中に入り、8月に占領した。しかし翌1864年、天京救援の命が下り、陳得才・頼文光とともに漢中を撤退して東に向かった。河南省南陽・湖北省襄陽を経て、5月26日には江西省徳安県寿山で清軍に大勝し護軍統領舒保（シュバオ）・営総デルンガ（徳隆阿）を倒した。しかし7月19日に天京が陥落すると人心が動揺し、11月に陳得才の軍が安徽省北部の霍山で敗れると、部将の馬融和率いる7万の兵が降伏し、藍成春は捕えられた。藍成春はセンゲリンチン（僧格林沁）の命で斬られた。